# Penrith Castle
Penrith Castle er ruinen af en middelalderborg, der ligger i Penrith, i North West England få kilometer øst for Lake District National Park.
Borgen blev bygget på et sted, hvor der sandsynligvis har været en romersk lejr før. Den er opført et sted imellem 1399-1470 som forsvar mod skotske plyndringstogter.
Borgen drives af English Heritage, og National Heritage List for England har klassificeret den som en listed building af første grad.